# Ernst Dumcke
Ernst Ferdinand Heinrich Dumcke (* 13. November 1887 in Mannheim; † 22. Juni 1940 in Berlin) war ein deutscher Schauspieler.

## Leben
Ernst Dumcke, Sohn des Generaldirektors der Frankfurter Versicherungs-AG Paul Dumcke, wuchs in Frankfurt auf und erhielt dort Schauspielunterricht am Konservatorium. Er begann seine Bühnenlaufbahn 1904 in seiner Heimatstadt Mannheim, wechselte dann nach Breslau und kam 1907 nach Berlin, wo er am Komödienhaus, am Residenztheater und am Deutschen Künstlertheater auftrat. Noch vor dem Ersten Weltkrieg wurde er Mitglied des Ensembles des Deutschen Theaters.
Nach ersten Stummfilmauftritten gab Dumcke jedoch auf Wunsch des Vaters seine Schauspielerkarriere auf und arbeitete in Wien im Versicherungsgeschäft. Nach dem Zusammenbruch des Versicherungsunternehmens 1929 kehrte Dumcke in den Schauspielerberuf zurück. 1930 spielte er wieder am Deutschen Theater, und ab 1931 nahm er zahlreiche Rollenangebote beim Film wahr. Dumcke verkörperte im Film meist Respektspersonen aller Art, besonders Direktoren, Grafen und Fürsten. In dem Heinz-Rühmann-Film Der Außenseiter mimte er in einer Hauptrolle einen Rennstallbesitzer, in dem Hans-Albers-Film Henker, Frauen und Soldaten einen Hauptmann.
Ernst Dumcke war von 1913 bis 1915 mit der Schauspielerin Traute Carlsen verheiratet. 1932 ehelichte er die Jüdin Lise-Lotte Koopmann. Seine letzte Ruhestätte fand er auf dem Waldfriedhof Dahlem.

## Filmografie
- 1913: In der Dämmerung
- 1915: Das Schicksal der Gabriele Stark
- 1931: Panik in Chicago
- 1931: Madame hat Ausgang
- 1932: Strafsache van Geldern
- 1932: Mein Freund, der Millionär
- 1932: Die Gräfin von Monte Christo
- 1932: Das Lied der schwarzen Berge
- 1932: Unter falscher Flagge
- 1932: Der Feldherrnhügel
- 1933: Moral und Liebe
- 1933: Brennendes Geheimnis
- 1933: Spione am Werk
- 1933: Die schönen Tage von Aranjuez
- 1934: Der ewige Traum
- 1934: Schön ist es, verliebt zu sein
- 1934: Ein Mädchen mit Prokura
- 1934: Der letzte Walzer
- 1934: Abenteuer eines jungen Herrn in Polen
- 1935: Petersburger Nächte. Walzer an der Newa
- 1935: Der Gefangene des Königs
- 1935: Herbstmanöver
- 1935: Großreinemachen
- 1935: Der Außenseiter
- 1935: Henker, Frauen und Soldaten
- 1936: Skandal um die Fledermaus
- 1936: Manja Walewska
- 1936: Mädchen in Weiß
- 1937: Die gläserne Kugel
- 1937: Wenn du eine Schwiegermutter hast
- 1937: Die Kronzeugin
- 1937: Pan
- 1938: Die Nacht der Entscheidung
- 1938: Adresse unbekannt
- 1939: Parkstraße 13
- 1939: Kennwort Machin
- 1939: Hallo Janine
- 1939: Das Abenteuer geht weiter
- 1939: Es war eine rauschende Ballnacht
- 1939: Parkstraße 13
- 1939: Onkel Fridolin
- 1940: Angelika
- 1940: Verwandte sind auch Menschen